# Campeonato Europeo de Piragüismo en Aguas Tranquilas de 2025
El XXV Campeonato Europeo de Piragüismo en Aguas Tranquilas se celebró en Račice (República Checa) entre el 19 y el 22 de junio de 2025 bajo la organización de la Asociación Europea de Piragüismo (ECA) y la Federación Checa de Piragüismo.
Las competiciones se realizaron en el Canal de Piragüismo de Račice.

## Medallistas

### Masculino
| Evento            | Oro                                                                             | Plata                                                                                  | Bronce                                                                                    |
| ----------------- | ------------------------------------------------------------------------------- | -------------------------------------------------------------------------------------- | ----------------------------------------------------------------------------------------- |
| K1 200 m (22.06)  | Strahinja Dragosavljević Serbia 34,138 s                                        | Messias Baptista Portugal 34,174 s                                                     | Carlos Arévalo López · España · 34,554 s                                                  |
| K1 500 m (21.06)  | Ádám Varga · Hungría · 1:37,455                                                 | Álex Graneri · España · 1:38,242                                                       | Josef Dostál · República Checa · 1:38,322                                                 |
| K2 500 m (22.06)  | Jacob Schopf · Max Lemke · Alemania · 1:27,107                                  | Jakub Špicar · Daniel Havel · República Checa · 1:27,340                               | Samuele Burgo · Tommaso Freschi · Italia · 1:27,430                                       |
| K4 500 m (21.06)  | Gustavo Gonçalves João Ribeiro Messias Baptista Pedro Casinha Portugal 1:19,319 | Michal Kulich · Daniel Havel · Jakub Špicar · Radek Šlouf · República Checa · 1:19,532 | Jakub Stepun · Valerii Vichev · Sławomir Witczak · Jarosław Kajdanek · Polonia · 1:19,642 |
| K1 1000 m (21.06) | Fernando Pimenta Portugal 3:25,096                                              | Martin Nathell · Suecia · 3:26,009                                                     | Bálint Kopasz · Hungría · 3:26,019                                                        |
| K1 5000 m (22.06) | Fernando Pimenta Portugal 21:14,874                                             | Ádám Varga · Hungría · 21:15,984                                                       | Mads Pedersen Dinamarca 21:17,760                                                         |
| C1 200 m (21.06)  | Pablo Graña Alonso · España · 38,291                                            | Oleksii Koliadych · Polonia · 38,338                                                   | Andri Rybachok · Ucrania · 38,544                                                         |
| C1 500 m (22.06)  | Martin Fuksa · República Checa · 1:47,733                                       | Serghei Tarnovschi Moldavia 1:49,280                                                   | Cătălin Chirilă · Rumania · 1:49,313                                                      |
| C2 500 m (22.06)  | Gabriele Casadei · Carlo Tacchini · Italia · 1:36,058                           | Daniel Grijalba · Adrián Sieiro · España · 1:36,148                                    | Kristóf Kollár · István Juhász · Hungría · 1:36,978                                       |
| C1 1000 m (21.06) | Cătălin Chirilă · Rumania · 3:46,781                                            | Martin Fuksa · República Checa · 3:46,838                                              | Serghei Tarnovschi Moldavia 3:49,128                                                      |
| C1 5000 m (22.06) | Serghei Tarnovschi Moldavia 23:29,537                                           | Wiktor Głazunow · Polonia · 23:30,538                                                  | Carlo Tacchini · Italia · 23:38,796                                                       |

### Femenino
| Evento            | Oro                                                                         | Plata                                                                              | Bronce                                                                                           |
| ----------------- | --------------------------------------------------------------------------- | ---------------------------------------------------------------------------------- | ------------------------------------------------------------------------------------------------ |
| K1 200 m (21.06)  | Anna Lucz · Hungría · 39,715 s                                              | Anja Osterman Eslovenia 39,905 s                                                   | Milica Novaković Serbia 40,155 s                                                                 |
| K1 500 m (22.06)  | Zsóka Csikós · Hungría · 1:47,902                                           | Anna Puławska · Polonia · 1:48,636                                                 | Milica Novaković Serbia 1:49,393                                                                 |
| K2 500 m (22.06)  | Martyna Klatt · Anna Puławska · Polonia · 1:37,273                          | Paulina Paszek · Pauline Jagsch · Alemania · 1:37,939                              | Blanka Kiss · Anna Lucz · Hungría · 1:38,123                                                     |
| K4 500 m (21.06)  | Sára Fojt · Noémi Pupp · Laura Újfalvi · Emese Kőhalmi · Hungría · 1:35,277 | Sara Ouzande · Lucía Val · Estefanía Fernández · Bárbara Pardo · España · 1:35,737 | Paulina Paszek · Katharina Diederichs · Pauline Jagsch · Hannah Spielhagen · Alemania · 1:36,164 |
| K1 1000 m (21.06) | Zsóka Csikós · Hungría · 3:50,294                                           | Melina Andersson · Suecia · 3:54,321                                               | Laura Pedruelo · España · 3:55,841                                                               |
| K1 5000 m (22.06) | Zsóka Csikós · Hungría · 23:39,685                                          | Susanna Cicali · Italia · 23:40,471                                                | Melina Andersson · Suecia · 23:41,126                                                            |
| C1 200 m (21.06)  | Dorota Borowska · Polonia · 45,178                                          | Liudmyla Luzan · Ucrania · 45,658                                                  | Viktoria Yarchevska · España · 45,781                                                            |
| C2 200 m (21.06)  | Maria dels Àngels Moreno · Viktoria Yarchevska · España · 42,242            | Liudmyla Luzan · Iryna Fedoriv · Ucrania · 42,309                                  | Ágnes Kiss · Bianka Nagy · Hungría · 42,856                                                      |
| C1 500 m (22.06)  | Liudmyla Luzan · Ucrania · 2:06,807                                         | Réka Opavszky · Hungría · 2:08,793                                                 | María Corbera Muñoz · España · 2:11,004                                                          |
| C2 500 m (22.06)  | Maria dels Àngels Moreno · Viktoria Yarchevska · España · 1:55,543          | Liudmyla Luzan · Iryna Fedoriv · Ucrania · 1:56,456                                | Ágnes Kiss · Bianka Nagy · Hungría · 1:57,163                                                    |
| C1 5000 m (22.06) | Zsófia Csorba · Hungría · 26:55,664                                         | María Corbera Muñoz · España · 26:58,526                                           | Daniela Cociu Moldavia 27:11,617                                                                 |

### Mixto
| Evento           | Oro                                                                                                  | Plata                                                                               | Bronce                                                                           |
| ---------------- | --- | ----------------------------------------------------------------------------------- | -------------------------------------------------------------------------------- |
| C4 500 m (21.06) | Maria dels Àngels Moreno · María Corbera Muñoz · Adrián Sieiro · Daniel Grijalba · España · 1:36,255 | Réka Opavszky · Kristóf Kollár · István Juhász · Zsófia Csorba · Hungría · 1:36,868 | Serghei Tarnovschi Maria Olărașu Daniela Cociu Oleg Tarnovschi Moldavia 1:38,999 |

## Medallero
| Núm. | País            | Oro | Plata | Bronce | Total |
| ---- | --------------- | --- | ----- | ------ | ----- |
| 1    | Hungría         | 7   | 3     | 5      | 15    |
| 2    | España          | 4   | 4     | 4      | 12    |
| 3    | Portugal        | 3   | 1     | 0      | 4     |
| 4    | Polonia         | 2   | 3     | 1      | 6     |
| 5    | República Checa | 1   | 3     | 1      | 5     |
| 5    | Ucrania         | 1   | 3     | 1      | 5     |
| 7    | Moldavia        | 1   | 1     | 3      | 5     |
| 8    | Italia          | 1   | 1     | 2      | 4     |
| 9    | Alemania        | 1   | 1     | 1      | 3     |
| 10   | Serbia          | 1   | 0     | 2      | 3     |
| 11   | Rumania         | 1   | 0     | 1      | 2     |
| 12   | Suecia          | 0   | 2     | 1      | 3     |
| 13   | Eslovenia       | 0   | 1     | 0      | 1     |
| 14   | Dinamarca       | 0   | 0     | 1      | 1     |
|      | TOTAL           | 23  | 23    | 23     | 69    |